# Cryptothelea guineensis
Cryptothelea guineensis är en fjärilsart som beskrevs av Embrik Strand 1912. Cryptothelea guineensis ingår i släktet Cryptothelea och familjen säckspinnare. Inga underarter finns listade i Catalogue of Life.